# 摩擦起電效應

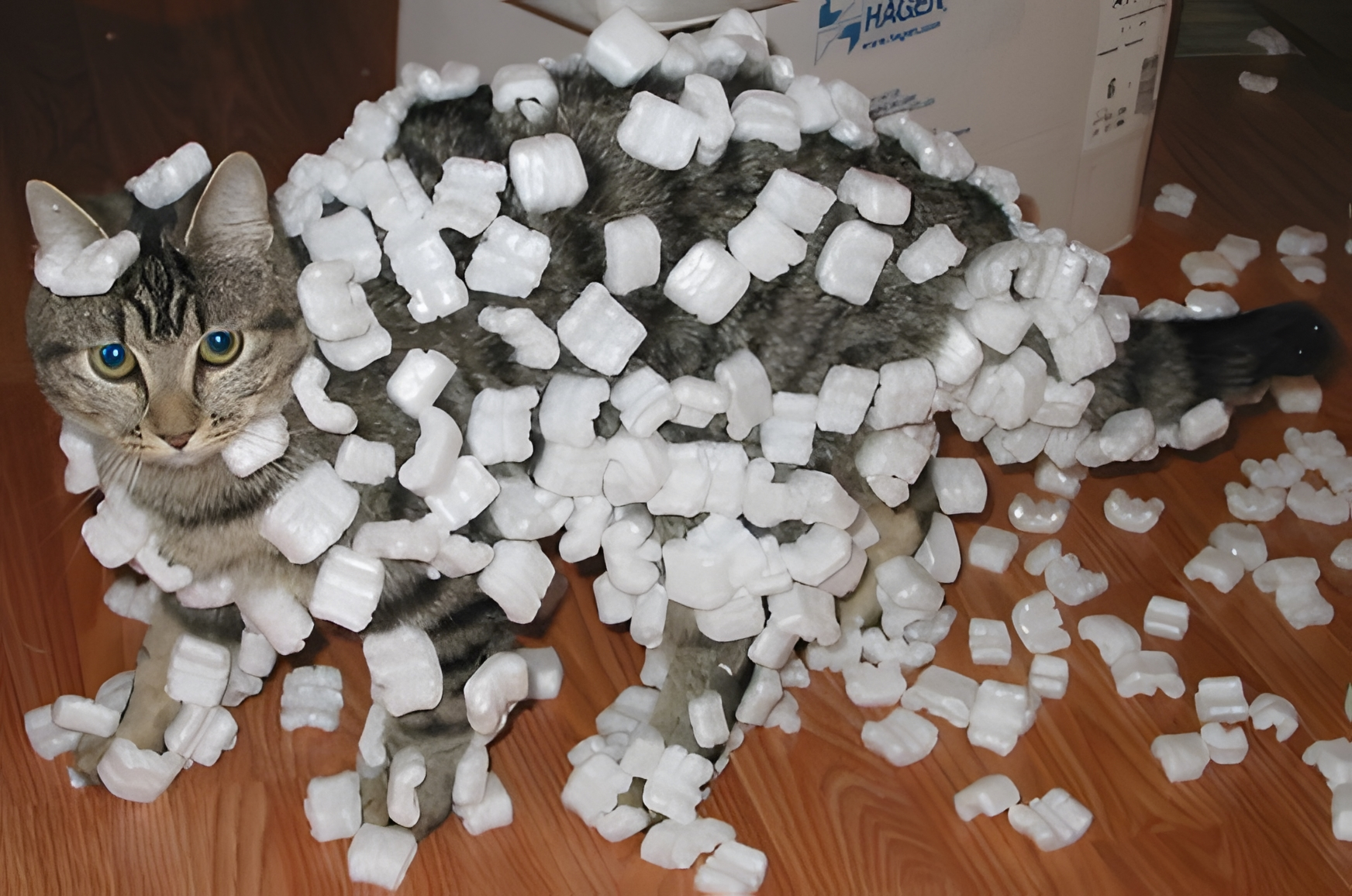
小貓身上的靜電吸附滿了泡沫填充材料

摩擦起电效应是通过摩擦使得物体带上电荷，或使物體的價電子相互轉移。摩擦起電的第一步即是將两种不同的物体相互摩擦，使它们最外层的电子得到足够的能量，擺脫原子核的束縛，在兩個物體之間相互转移。價電子轉移的原因是不同原子核對電子的吸引力會有差別。摩擦起電後兩个物體必帶等量異性电荷。例如：由於玻璃棒對電子的束縛能力比絲綢弱，所以丝绸摩擦过的玻璃棒带正电荷，毛皮摩擦过的橡胶棒则相反。摩擦起電適用於所有物體（導體、絕緣體皆可）。